# Kabinett Klerides III

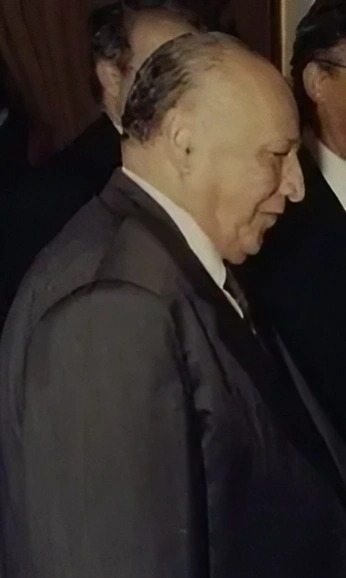
Glafkos Klerides war zwischen 1993 und 2003 Interims-Staatspräsident

Das Kabinett Glafkos Klerides III wurde in der Republik Zypern von Interims-Staatspräsident Glafkos Klerides am 28. Februar 1998 gebildet und löste das Kabinett Glafkos Klerides I ab. Es blieb nach verschiedenen Regierungsumbildungen bis zum 28. Februar 2003 im Amt und wurde vom Kabinett Tassos Papadopoulos abgelöst. Dem Kabinett gehörten Politiker der Partei Demokratischer Alarm DISY (Dimokratikos Synagermos), der Bewegung der Sozialdemokraten EDEK (Kinima Sosialdimokraton), der LP und der UD an.

## Minister
Dem Kabinett gehörten folgende Minister an:
| Amt                                                   | Amtsinhaber                                                          | Beginn der Amtszeit                             | Ende der Amtszeit                               |
| ----------------------------------------------------- | -------------------------------------------------------------------- | ----------------------------------------------- | ----------------------------------------------- |
| Staatspräsident                                       | Glafkos Klerides                                                     | 28. Februar 1998                                | 28. Februar 2003                                |
| Außenminister                                         | Ioannis Kasoulidis                                                   | 28. Februar 1998                                | 28. Februar 2003                                |
| Minister für Justiz und öffentliche Ordnung           | Nikos Koshis Alekos Siambos                                          | 28. Februar 1998 26. September 2002             | 24. September 2002 28. Februar 2003             |
| Gesundheitsminister                                   | Christos Solomis Frixos Savvidis                                     | 28. Februar 1998 25. August 1999                | 25. August 1999 28. Februar 2003                |
| Minister für Kommunikation und öffentliche Arbeiten   | Leontios Ierodiakonou Averof Neophytou                               | 28. Februar 1998 25. August 1999                | 25. August 1999 28. Februar 2003                |
| Finanzminister                                        | Christodoulos Christodoulou Takis Klerides                           | 28. Februar 1998 19. März 1999                  | 19. März 1999 28. Februar 2003                  |
| Innenminister                                         | Konstantin Mikellides Christodoulos Christodoulou Andreas Panagiotou | 28. Februar 1998 19. März 1999 9. Mai 2002      | 19. März 1999 9. Mai 2002 28. Februar 2003      |
| Minister für Arbeit und Sozialversicherung            | Andreas Mousiouttas                                                  | 28. Februar 1998                                | 28. Februar 2003                                |
| Verteidigungsminister                                 | Giannakis Omirou Giannakis Chrysostomis Sokratis Chasikos            | 28. Februar 1998 5. Januar 1999 25. August 1999 | 4. Januar 1999 23. August 1999 28. Februar 2003 |
| Minister für Bildung und Kultur                       | Lykourgos Kappas Ouranios Ioannidis                                  | 28. Februar 1998 5. Januar 1999                 | 4. Januar 1999 28. Februar 2003                 |
| Minister für Handel, Industrie und Tourismus          | Nikos Rolandis                                                       | 28. Februar 1998                                | 28. Februar 2003                                |
| Minister für Landwirtschaft und natürliche Ressourcen | Kostas Themistokleous                                                | 28. Februar 1998                                | 28. Februar 2003                                |